# Ключ (Нижегородская область)
Ключ —  упразднённый в 2008 году посёлок Борского района Нижегородской области России. На год упразднения входил в состав Краснослободского сельсовета. Ныне урочище на территории  городского округа Бор.

## История
В 1949 на территории Борского района Борскому химлесхозу на 50 лет было выделено 800 га леса. Посередине этого участка, где находился источник, был построен посёлок Ключ, ставший местом проживания рабочих, собиравших живицу для химлесхоза. Также на территории посёлка находились лаборатории для научных сотрудников, магазин, конюшня, пекарня. В начале 1970-х годов добыча живицы практически прекратилась, посёлок готовили к закрытию, но в итоге в нём остались жить люди, и полностью добыча прекратилась к 2000-м годам. В 2005 году умер последний житель посёлка, и в 2006 году оставшиеся строения посёлка сгорели.
В 2008 году посёлок Ключ официально исключили (недоступная ссылка — история). из числа населённых пунктов.